# Pterotrachea coronata
Pterotrachea coronata is een slakkensoort uit de familie van de Pterotracheidae. De wetenschappelijke naam van de soort is voor het eerst geldig gepubliceerd in 1775 door Forskål.